# Davide Magnini
Pour les articles homonymes, voir Magnini.
Davide Magnini est un skieur-alpiniste et athlète Italien, né le 30 août 1997 à Cles. En 2018 il devient champion d'Europe espoir en Individuel et en Vertical, il remporte également le Tour du Rutor avec Michele Boscacci. Egalement spécialiste de kilomètre vertical et de skyrunning, il a notamment remporté plusieurs épreuves du Vertical Kilometer World Circuit.

## Biographie
Davide vit à Vermiglio dans le Trentin-Haut-Adige en Italie.

## Résultats

### 2014
- Championnats d'Europe cadets 2014 :
  -  Médaille d'or en Vertical[2]
  -  Médaille d'or en Individuel[2]

### 2015
- 1er junior de l'Individuel Ski Ecrins (Coupe du Monde)[3]
- 2e junior de la Vertical de Font Blanca (Coupe du Monde)[4]
- 2e junior de l'Individuel de Font Blanca (Coupe du Monde)[5]
- Championnats du monde junior 2015 :
  -  Médaille d'argent en Vertical[6]
  -  Médaille d'or en Sprint[6]
  -  Médaille d'argent en Individuel[6]
  -  Médaille d'or en Relai[6]
- 2e junior du Sprint de Val Martello (Coupe du Monde)[7]
- 1er junior de l'Individuel de Val Martello (Coupe du Monde)[8]
- 2e junior de la Vertical de Prato Nevoso (Coupe du Monde)[9]
- 4e junior du Sprint de Prato Nevoso (Coupe du Monde)[10]
- 2e junior de l'Individuel de Prato Nevoso (Coupe du Monde)[11]

### 2016
Durant la saison 2016 il domine la coupe du monde de ski-alpinisme en catégorie junior en remportant le classement général ainsi que les classements Individuel et Vertical.
- 1er junior de la Vertical de Font Blanca (Coupe du Monde)[13]
- 2e junior de l'Individuel de Font Blanca (Coupe du Monde)[14]
- 3e junior du Sprint de Valtellina Orobie (Coupe du Monde)[15]
- 1er junior de l'Individuel de Valtellina Orobie (Coupe du Monde)[16]
- 2e junior du Sprint de Salvan (Coupe du Monde)[17]
- 1er junior de l'Individuel de Salvan (Coupe du Monde)[18]
- Championnats d'Europe junior 2016 :
  -  Médaille d'or en Individuel [19]
  -  Médaille d'argent en Sprint [19]
- 3e junior du Sprint de Transcavallo (Coupe du Monde)[20]
- 1er junior de l'Individuel de Transcavallo (Coupe du Monde)[21]
- 1er junior de la Vertical de Prato Nevoso (Coupe du Monde)[22]
- 8e junior du Sprint de Prato Nevoso (Coupe du Monde)[23]
- 2e junior de l'Individuel de Prato Nevoso (Coupe du Monde)[24]

| no | masculin | Course            | Longueur | Départ          | Temps           |
| -- | -------- | ----------------- | -------- | --------------- | --------------- |
| 9e | 9e       | Dolomites SkyRace | 22 km    | 17 juillet 2016 | 2 h 08 min 55 s |

### 2017
Durant la saison 2017 il domine les championnats du monde junior de ski-alpinisme en obtenant le titre en Individuel et en Vertical. Il se classe également premier junior du classement général de la coupe du monde de ski-alpinisme. Lors de l'été il participe à plusieurs épreuves de skyrunning et termine 13e du classement général du Vertical Kilometer World Circuit en ayant participé à 3 épreuves.
- 1er junior de la Vertical de Font Blanca (Coupe du Monde)[26]
- 1er junior de l'Individuel  de Font Blanca (Coupe du Monde)[27]
- 1er junior de l'Individuel de Cambre d'Aze (Coupe du Monde)[28]
- 4e junior du Sprint de Cambre d'Aze (Coupe du Monde)[29]
- Championnats du Monde junior 2017 :
  -  Médaille d'or en Vertical[30]
  -  Médaille d'or en Individuel[30]
  - 7e du Sprint [30]
- 1er junior de la Vertical de Piancavallo (Coupe du Monde)[31]
- 1er junior de l'Individuel de Prato Nevoso (Coupe du Monde)[32]
- 1er junior du Sprint de Prato Nevoso (Coupe du Monde)[33]
- 1er junior de la Vertical du Val d'Aran (Coupe du Monde)[34]
- 1er junior de l'Individuel du Val d'Aran (Coupe du Monde)[35]

| no  | masculin           | Course                             | Longueur | Départ          | Temps           |
| --- | ------------------ | ---------------------------------- | -------- | --------------- | --------------- |
| 1er | Médaille d'or      | Trentapassi Vertical Race          | 3,4 km   | 7 mai 2017      | 38 min 17 s     |
| 5e  | 5e                 | Santa Caterina Vertical Kilometer  | 2,9 km   | 16 juin 2017    | 35 min 48 s     |
| 1re | Médaille d'or      | Half SkyMarathon Sentiero 4 Luglio | 21 km    | 2 juillet 2017  | 1 h 59 min 13 s |
| 1er | Médaille d'or      | Snowdon Race                       | 16 km    | 15 juillet 2017 | 1 h 06 min 43 s |
| 2e  | Médaille d'argent  | Dolomites SkyRace                  | 22 km    | 22 juillet 2017 | 2 h 06 min 42 s |
| 3e  | Médaille de bronze | Mémorial Partigiani Stellina       | 11 km    | 27 août 2017    | 1 h 06 min 25 s |
| 3e  | Médaille de bronze | Kilomètre vertical de Fully        | 1,9 km   | 21 octobre 2017 | 30 min 37 s     |

### 2018
Lors de la saison 2018 il termine 4e et premier espoir du classement général de la coupe du monde de ski-alpinisme 2018.
- 10e de la Vertical de Wanglong, 3e espoir (Coupe du Monde)[37]
- 9e du Sprint de Wanglong, 4e espoir (Coupe du Monde)[38]
- 11e de l'Individuel de Villars-sur-Ollon, 1er espoir (Coupe du Monde)[39]
- Vertical de Font Blanca, 1er espoir (Coupe du Monde)[40]
- 5e de la Vertical de Puy-Saint-Vincent, 1er espoir (Coupe du Monde)[41]
- 5e de l'Individual de Puy-Saint-Vincent, 1er espoir (Coupe du Monde)[42]
- Championnats d'Europe espoir 2018 :
  -  Médaille d'or en Vertical[43]
  -  Médaille d'or en Individuel[43]
- au Tour du Rutor avec Michele Boscacci[44]
- 4e de la Patrouille des Glaciers avec Manfred Reichegger et Nadir Maguet[45]

| no  | masculin           | Course                           | Longueur | Départ          | Temps           |
| --- | ------------------ | -------------------------------- | -------- | --------------- | --------------- |
| 1er | Médaille d'or      | Trentapassi Vertical Race        | 3,4 km   | 6 mai 2018      | 39 min 22 s     |
| 1er | Médaille d'or      | DoloMyths Run Vertical Kilometer | 2,6 km   | 20 juillet 2018 | 32 min 35 s     |
| 4e  | 4e                 | DoloMyths Run                    | 22 km    | 22 juillet 2018 | 2 h 06 min 45 s |
| 7e  | 7e                 | Sierre-Zinal                     | 31 km    | 12 août 2018    | 2 h 37 min 13 s |
| 3e  | Médaille de bronze | Vertical Grèste de la Mughéra    | 3,08 km  | 12 octobre 2018 | 37 min 41 s     |
| 1re | Médaille d'or      | Limone Extreme                   | 29 km    | 13 octobre 2018 | 2 h 59 min 24 s |

### 2019
- 4e de l'Individuel d'Ordino, 1er espoir (Coupe du monde)[46]
- 19e de la Vertical d'Ordino, 4e espoir (Coupe du monde)[47]
- 7e de l'Individuel de SuperDévoluy, 1er espoir (Coupe du monde)[48]

| no  | masculin          | Course                           | Longueur | Départ            | Temps           |
| --- | ----------------- | -------------------------------- | -------- | ----------------- | --------------- |
| 1re | Médaille d'or     | Vertical Nasego                  | 4,2 km   | 18 mai 2019       | 35 min 17 s     |
| 1er | Médaille d'or     | Marathon du Mont-Blanc           | 42 km    | 30 juin 2019      | 3 h 47 min 13 s |
| 1re | Médaille d'or     | DoloMyths Run Vertical Kilometer | 2,6 km   | 19 juillet 2019   | 32 min 54 s     |
| 1re | Médaille d'or     | DoloMyths Run                    | 22 km    | 21 juillet 2019   | 2 h 0 min 28 s  |
| 1re | Médaille d'or     | Skyrhune                         | 21 km    | 21 septembre 2019 | 1 h 53 min 45 s |
| 2e  | Médaille d'argent | Annapurna Trail Marathon         | 42 km    | 25 octobre 2019   | 4 h 59 min 59 s |

### 2020
- 3e de la Vertical Race de Berchtesgaden (Coupe du monde)
- 1er de l'Individuel de Berchtesgaden (Coupe du monde)

| no | masculin          | Course          | Longueur | Départ            | Temps          |
| -- | ----------------- | --------------- | -------- | ----------------- | -------------- |
| 2e | Médaille d'argent | PizTri Vertical | 3,5 km   | 1er août 2020     | 35 min 1 s     |
| 4e | 4e                | Sierre-Zinal    | 31 km    | 18 septembre 2020 | 2 h 36 min 5 s |

### 2021
Il termine 3e au classement final de la Coupe du monde avec 459 points, derrière son compatriote Robert Antonioli (561 pts) et le Français Thibault Anselmet (528 pts).
| no  | masculin           | Course                           | Longueur | Départ          | Temps           |
| --- | ------------------ | -------------------------------- | -------- | --------------- | --------------- |
| 3e  | Médaille de bronze | Olla de Núria                    | 21 km    | 13 juin 2021    | 2 h 6 min 5 s   |
| 2e  | Médaille d'argent  | Marathon du Mont-Blanc           | 38 km    | 4 juillet 2021  | 3 h 20 min 10 s |
| 1re | Médaille d'or      | DoloMyths Run Vertical Kilometer | 2,4 km   | 16 juillet 2021 | 33 min 31 s     |
| 5e  | 5e                 | Sierre-Zinal                     | 31 km    | 7 août 2021     | 2 h 34 min 38 s |

### 2022
| no  | masculin          | Course                 | Longueur | Départ          | Temps           |
| --- | ----------------- | ---------------------- | -------- | --------------- | --------------- |
| 2e  | Médaille d'argent | Zegama-Aizkorri        | 42,2 km  | 29 mai 2022     | 3 h 39 min 31 s |
| 2e  | Médaille d'argent | Marathon du Mont-Blanc | 42 km    | 26 juin 2022    | 3 h 39 min 41 s |
| 1re | Médaille d'or     | DoloMyths Run          | 22 km    | 17 juillet 2022 | 2 h 0 min 40 s  |

### 2023
- 2e sur la course individuelle d'Adamello (Coupe du monde)

### 2025
- Championnats du Monde 2025 :
  -  Médaille d'argent en Individuel
- 2e de l'Individuel de Tromsø (Coupe du monde)

| no  | masculin      | Course                 | Longueur | Départ          | Temps           |
| --- | ------------- | ---------------------- | -------- | --------------- | --------------- |
| 1re | Médaille d'or | Marathon du Mont-Blanc | 42 km    | 29 juin 2025    | 3 h 42 min 55 s |
| 1re | Médaille d'or | Giir di Mont           | 32 km    | 27 juillet 2025 | 3 h 14 min 4 s  |